# Díjfizetés Csehország autópályáin

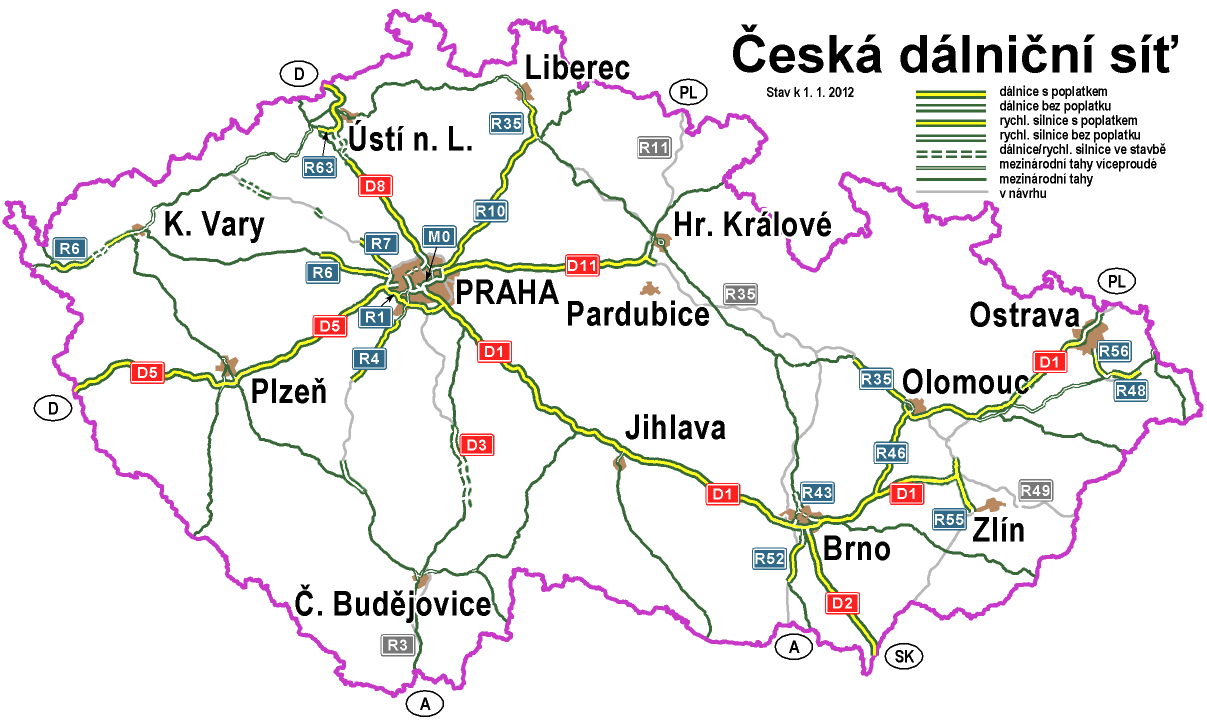
Csehország autópályái

Csehországban  – Magyarországhoz hasonlóan – matricás rendszerrel kell az úthasználati díjat kifizetni. A megvásárolt matrica lehet heti, havi és évi. Áraik eltérőek, a járműkategóriától függően. A matrica megvásárolható online, értékesítési pontokon, továbbá önkiszolgáló automatákban.

## Díjfizetés

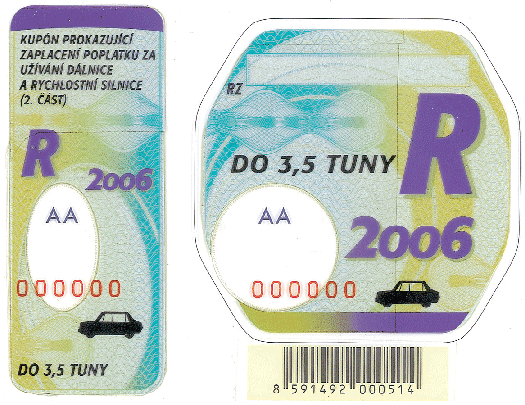
2006-os cseh autópályamatricák

### Árak
2023-ban érvényes árak:
A kedvezményes ÖKO ár csak földgázzal vagy biometánnal (akár más üzemanyagokkal kombinálva is) meghajtott járművekre vonatkozik.
Az autópálya használata motorkerékpárral ingyenes. 

#### Érvényesség
10 napos
A vásárló által megjelölt naptári 10 napra: a vásárló által megjelölt kezdő napra és további 9 napra (összesen 10 egymást követő naptári napra). 
1 hónapos
A vásárló által megjelölt kezdő naptól a következő hónapban számát tekintve a kezdő nappal megegyező nap 24. órájáig; ha ez a nap a lejárat hónapjában hiányzik, a hónap utolsó napjának 24. órájáig.
Éves
14 hónapig, azaz az előző év december 1-jétől a tárgyévet követő év január 31-ig (összesen 14 hónapra).

### Járműkategóriák
Nincsenek járműkategóriák, minden járműosztálynak egységes díjat szednek.

### Premid
Csehországban a 3,5 tonnát meghaladó, négykerekű járművekre elektronikus útdíjszedő készüléket kell felszerelni. A készülék mikrohullámú technológiát használva kommunikál az autópályákon elhelyezett fizetőkapukkal, mikor a jármű elhalad alattuk. A készülék által kiadott hangjelzés tájékoztatja a vezetőt arról, hogy az útdíjat rendben elszámolták. Az útdíj kifizetése történhet előre feltöltéssel, illetve utólagos kiszámlázással.